# Buddha and the Chocolate Box
Buddha and the Chocolate Box és el vuitè àlbum d'estudi del cantautor britànic Cat Stevens, publicat el 1974. Va arribar al número 3 de la llista UK Albums Charts del Regne Unit i al número 2 del Billboard 200 dels Estats Units. Es van editar dos senzills; "Oh Very Young" que va arribar al número 10 del Billboard Hot 100, i "Ready" que va assolir el número 26 també al Billboard Hot 100. Va aconseguir la certificació d'or per la RIAA, que acredita un milió de còpies venudes.

## Crítiques musicals
La revista Rolling Stone va trobar l'àlbum bellament interpretat però amb algunes parts sobreproduïdes fet que li restava credibilitat en les emocions que volia transmetre. D'altra banda algunes lletres eren incoherents i estridents. En canvi va destacar la cançó "Oh very Young" pel seu encant i la seva senzilla melodia. El crític musical Robert Christgau acusava la cançó "Music" de mentir, i trobava contradictori fer una portada doble de cartró i cantar l'estimació pels arbres en "King of Trees". La seva puntuació va ser una C-.
El portal Allmusic va trobar un retorn del disc a les cançons simples i d'aire més pop que havien caracteritzat Stevens en els seus inicis, però tot i així, pel to que mostraven les seves cançons notava que s'havia cansat de ser una estrella del pop.

## Llista de cançons
Totes les cançons escrites per Cat Stevens
Cara A
1. "Music" – 4:21
2. "Oh Very Young" – 2:36
3. "Sun/C79" – 4:35
4. "Ghost Town" – 3:10
5. "Jesus" – 2:14

Cara B
1. "Ready" – 3:18
2. "King of Trees" – 5:07
3. "A Bad Penny" – 3:21
4. "Home in the Sky" – 3:38

## Músics
- Cat Stevens –	veus, sintetitzadors, guitarra, teclats, producció, disseny, concepte, il·lustracions
- Alun Davies – guitarra acústica, veus
- Gerry Conway –	bateria, veus
- Jean Rousse –	cordes, teclats, arranjaments
- Bruce Lynch – baix